# Джейлен Браун
Джейлен Марселлс Браун (англ. Jaylen Marselles Brown; нар. 24 жовтня 1996, Маріетта, Джорджія) — американський професійний баскетболіст, який виступає за команду Національної баскетбольної асоціації «Бостон Селтікс». Один рік провів у студентській лізі: виступав за «Каліфорнія Голден Беарс».
2016 року оголосив про участь у драфті НБА і був обраний «Селтікс» у першому раунді третім. Виступає на позиції атакувального захисника та легкого форварда.
Тричі брав участь у Матчі всіх зірок НБА і шість разів виходив у фінал Східної конференції з «Бостоном». Допоміг «Селтікс» дійти до фіналу НБА у 2022 та 2024 роках, вигравши чемпіонат і нагороду MVP фіналу в останньому.

## Кар'єра середньої школи

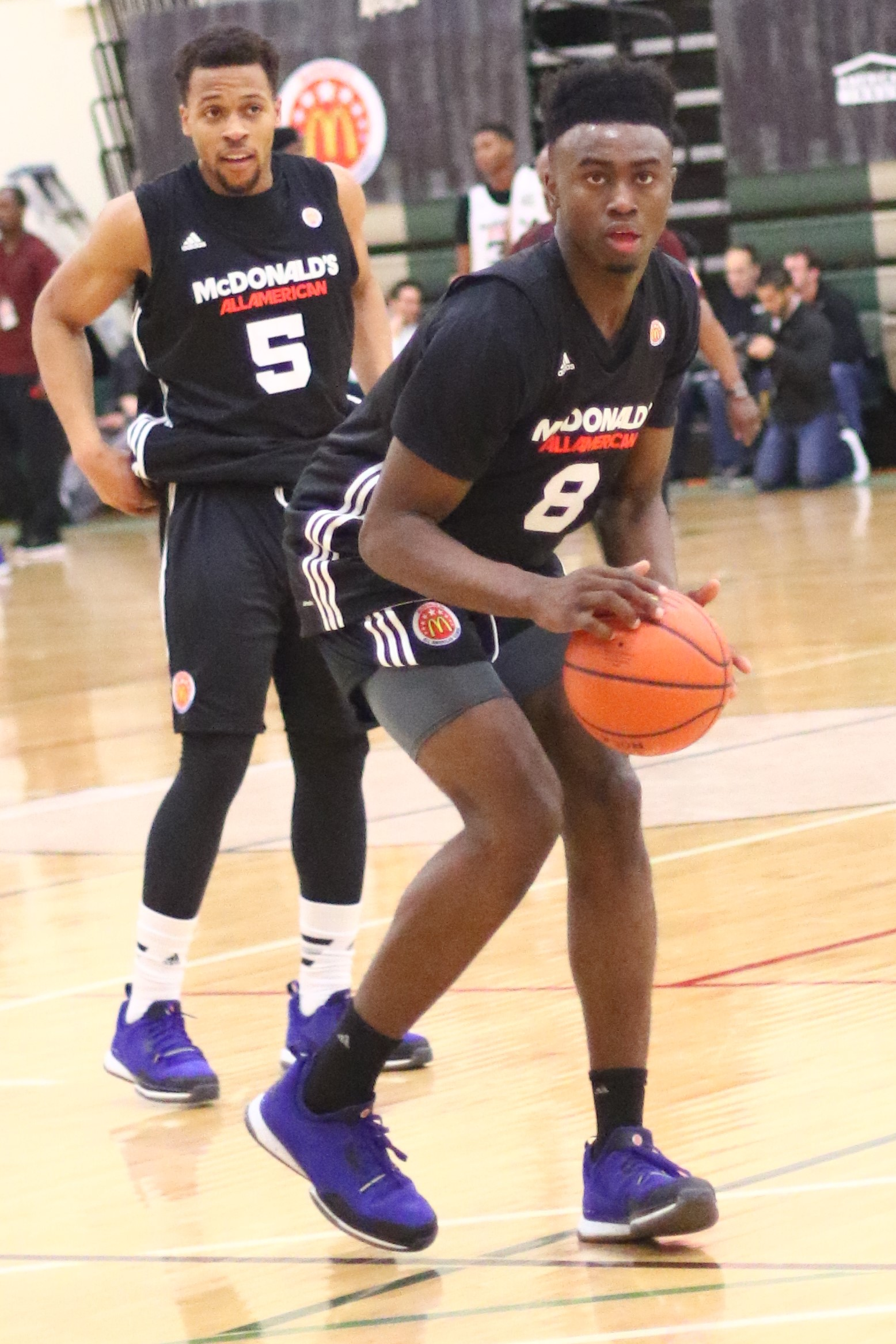
Браун у березні 2015 року

Браун навчався у місцевій школі. У середній школі він набирав у середньому 24,1 очка, 8,2 підбирання, 4,1 передачі та 2,0 перехоплення за гру, привівши «Вайлдкетс» до загального рекорду 29–5.
У старших класах Браун допоміг привести свою команду до перемоги на Чемпіонаті штату Асоціації середніх шкіл Джорджії для 6А класу. За 0,6 секунди до кінця виконав два штрафні кидки, що принесло перемогу з рахунком 59:58. Серед інших яскравих моментів Брауна: 28 очок і 11 підбирань у перемозі 76:70 Гаррі Джайлза та Весліанської християнської академії; 24 очки та вісім підбирань у перемозі над Маліком Монком і Бентонвільською середньою школою з рахунком 61:40; 25 очок, 12 підбирань і шість передач у перемозі над Беном Сіммонсом і Академією Монтверде з рахунком 75:65; 29 очок і 15 підбирань проти Гантінгтонської школи. Ставши старшим, Браун набирав у середньому 28 очок і 12 підбирань, привівши рідну школу до загального рекорду 30–3.
У складі національної збірної США з баскетболу U18 Браун виграв золоту медаль Чемпіонату Америки ФІБА 2014 року. Його також обрали в команду всіх зірок на чемпіонаті Макдональда 2015 року. Наприкінці своєї шкільної кар'єри Браун був визнаний гравцем року9 Gatorade Georgia Boys, найкращим гравцем року в Джорджії за версією "Ю-Ес-Ей тудей", містером баскетболу Джорджії та гравцем року у класі 6A.

### Рекрутинг
Браун отримав п'ятизіркову оцінку новачків і визнаний Scout, ESPN і 247Sports четвертим найкращим новачком у класі 2015 року після Бена Сіммонса, Скала Лабісс'єра та Брендона Інгрема. На думку Rivals Брауна посів третю сходинку.
1 травня 2015 року Браун зобов'язався грати за «Голден Беарс» в Університеті Каліфорнії в Берклі під керівництвом тренера Куонзо Мартіна та поряд з Іваном Раббом. Брауна вважали перспективним універсалом через його атлетичну форму.

## Студентська кар'єра
Протягом першого семестру навчання в коледжі Браун пройшов магістерський курс за програмою Берклі «Культурологічні дослідження спорту в освіті». Браун також вільно володіє іспанською, і поставив за мету вивчити ще три мови до 25 років.
Граючи за «Голден Беарс» у 2015—2016 роках, набирав у середньому 14,6 очка, 5,4 підбирання та 2,0 передачі за 27,6 хвилини за гру протягом 34 ігор. Він провів свої найкращі результативні ігри 27 листопада 2015 року проти «Річмонд Спайдерс» та 27 січня 2016 року проти «Юти Ютс», набравши по 27 очок у кожній грі. Браун двічі досяг рекордного результату — 11 підбирань у перемозі 23 листопада 2015 року над «Сем Х'юстон Стейт» і 1 січня 2016 року у матчі проти «Колорадо Баффалос». 23 січня 2016 року встановив рекорд сезону — сім результативних передач і 15 очок у незначній перемозі над «Аризоною» з рахунком 74:73. Браун став учасником першої команди всіх зірок Pac-12 і був названий першокурсником року Pac-12.

## Професійна кар'єра

### «Бостон Селтікс» (2016— дотепер)

#### Сезон 2016/2017: сезон новачка

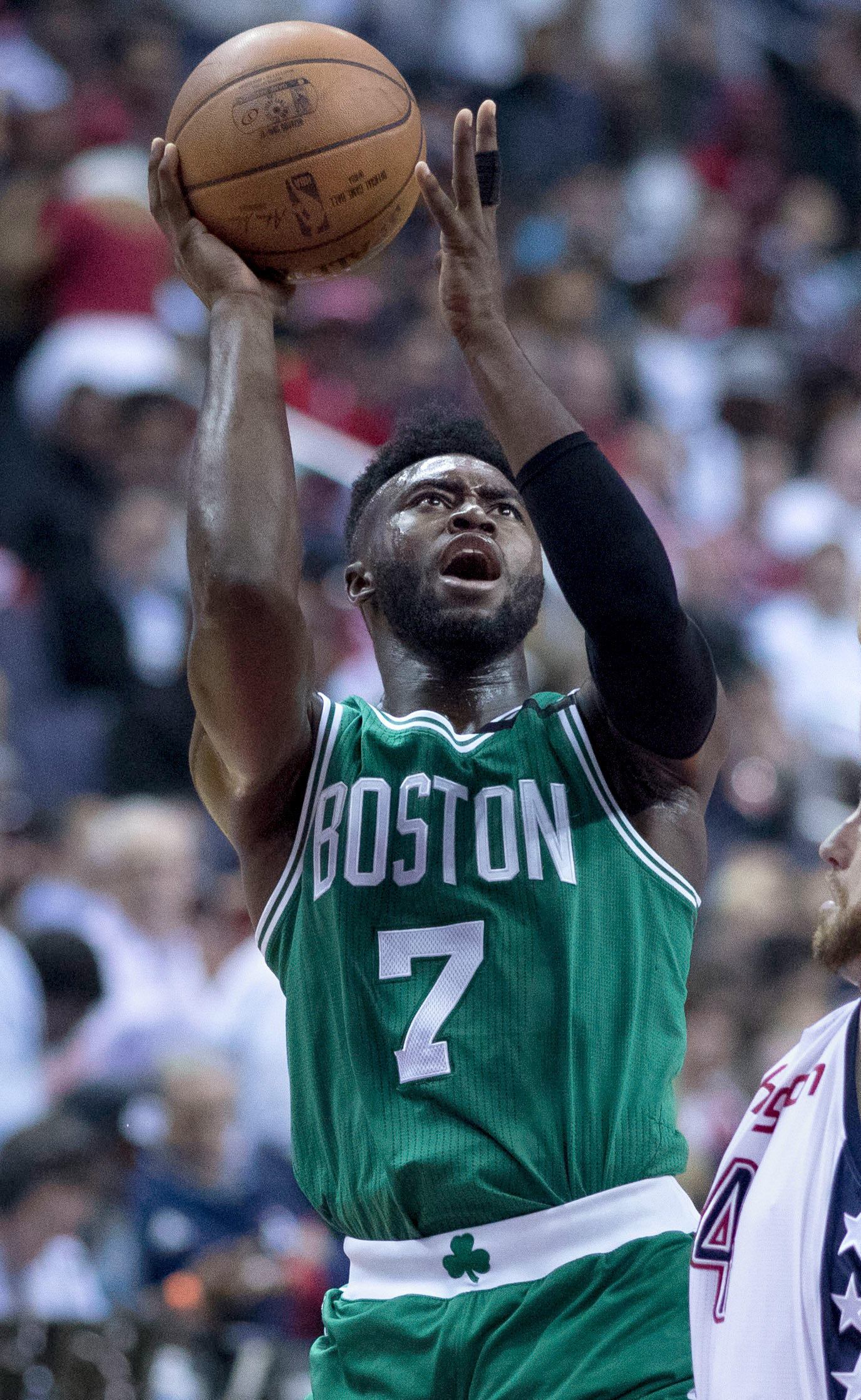
Браун у 2017 році

23 червня 2016 року «Бостон Селтікс» обрали Брауна під третім номером на драфті НБА 2016 року. 27 липня він підписав контракт новачка з «Селтікс», набираючи в середньому 16,0 очок, 6,2 підбирання та 2,3 перехоплення в шести іграх Літньої ліги.
Браун дебютував за «Селтікс» 26 жовтня 2016 року під час першої гри сезону над «Бруклін Нетс», його команда перемогла з рахунком 122:117, за трохи більше ніж 19 хвилин гри Браун набрав дев'ять очок, зробив два блоки. 3 листопада Браун вийшов у стартовій п'ятірці, набравши 19 очок у поразці від «Клівленд Кавальєрс» з рахунком 128:122. 27 січня 2017 року він набрав 20 очок у перемозі над «Орландо Меджик» (128:98).
Браун допоміг «Селтікс» отримати перше місце у Східній конференції, а згодом і вийти у фінал Східної конференції, де «Селтікс» програли «Кавальєрс» у п'яти іграх. Для Брауна сезон новачка був результативним. На паркеті проводив в середньому 17,2 хвилини, набирав 6,6 очка, 2,8 підбирання і 0,8 передачі у 78 іграх і 20 стартових п'ятірках. Наприкінці сезону його включили до другої збірної новачків НБА.

#### Сезон 2017–18: другий сезон

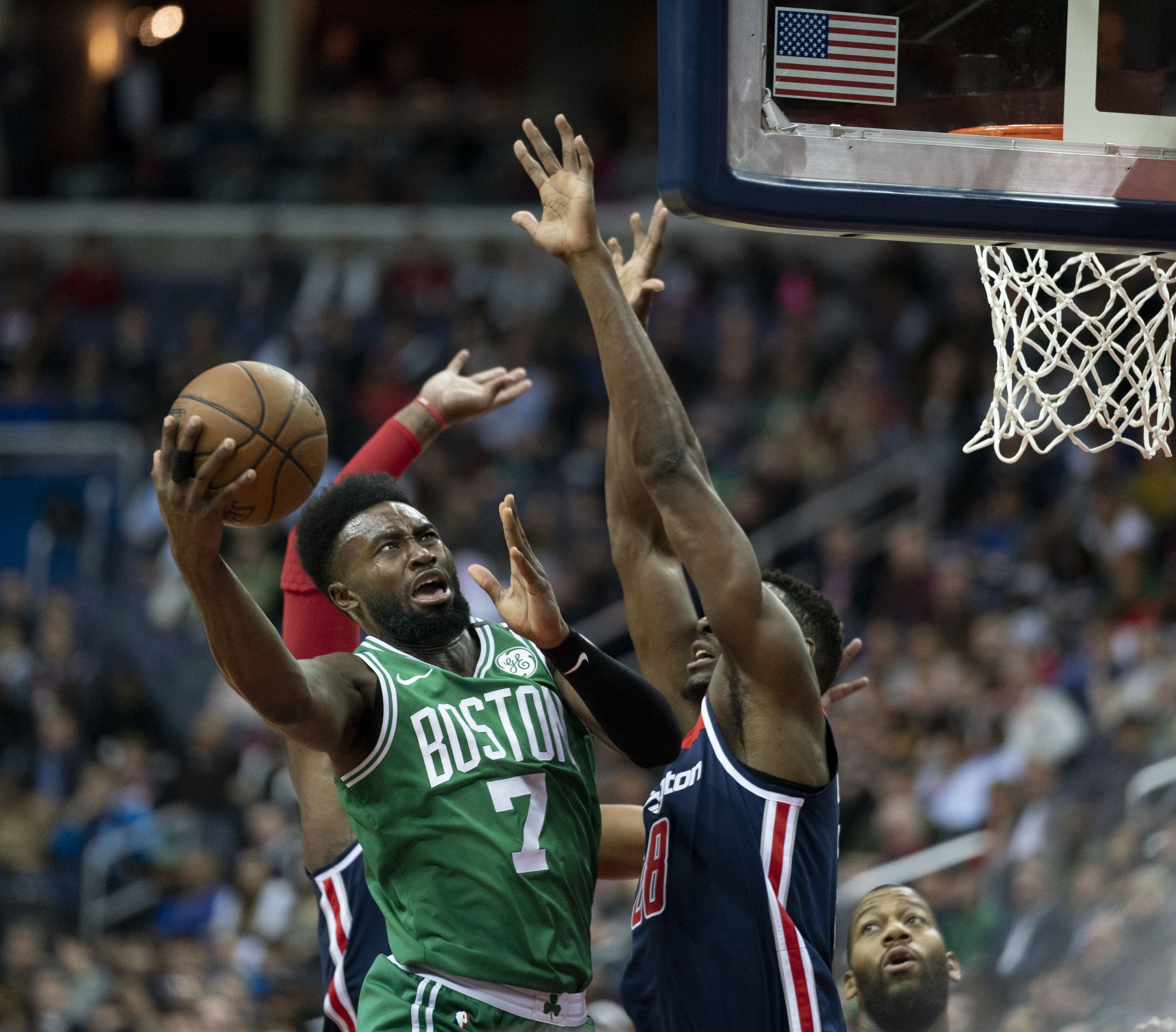
Браун у 2018 році

17 жовтня 2017 року «Селтікс» почали сезон з поразки від «Клівленд Кавальєрс» з рахунком 102:99, Браун набрав рекордні 25 очок. 18 листопада набрав рекордні 27 очок і допоміг «Селтікс» виграти 15-ту гру поспіль з рахунком 110:99 над «Атланта Гокс». 13 грудня Браун набрав 26 очок у перемозі над «Денвер Наггетс» з рахунком 124:118. У березні 2018 року пропустив два тижні через струс мозку. 6 квітня Браун встановив свій рекорд, набравши 32 очки, перемігши «Чикаго Буллз» з рахунком 111:104.
17 квітня у другій грі серії першого раунду плей-оф «Селтікс» проти «Мілуокі Бакс» Браун набрав рекордні за кар'єру плей-оф 30 очок, що допомогло команді виграти в серії з рахунком 2–0 і перемогти з рахунком 120:106. У 21 рік Браун став наймолодшим гравцем в історії «Селтікс», який набрав 30 або більше очок у грі плей-оф. У четвертій грі він встановив новий рекорд у плей-оф і набрав рекордні за кар'єру 34 очки, програвши з мінімальним рахунком 104:102. Далі «Селтікс» виграли серію в семи іграх, а Браун вибув з першої гри півфіналу Східної конференції проти «Філадельфії Севенті Сіксерс» через розтягнення підколінного сухожилля. Повернувся у наступному матчі 3 травня, набравши 13 очок з лави запасних у перемозі 108:103. У п'ятій грі Браун набрав 24 очки під час перемоги в серії з незначним відривом 114:112. 25 травня у грі 6 фіналу Східної конференції набрав 27 очок у поразці від «Кавальєрс» (109:99). «Селтікс» програли серію з семи ігор.

#### Сезон 2018/2019: боротьба
Брауну було важко почати сезон, «The Boston Globe» критикував його за велику кількість двоочкових кидків у стрибку та «брак концентрації і дисципліни». Після того, як «Селтікс» несподівано розпочали сезон із результатом 10–10, Джекі Макмуллан з ESPN написав, що «ніхто не розчарував [Селтікс] більше, ніж Браун». 6 грудня 2018 року Браун повернувся після перерви у три гри через забій попереку, і набрав 21 очко в перемозі над «Нью-Йорк Нікс» з рахунком 128:100. Через два дні він набрав рекордні 23 очки під час розгромної перемоги над «Чикаго Буллз» з рахунком 133:77. 31 грудня набрав рекордні за сезон 30 очок у поразці від «Сан-Антоніо Сперс» з рахунком 120:111.

#### Сезон 2019/2020: прорив
У жовтні 2019 року підписав чотирирічний контракт з «Селтікс» на 115 мільйонів доларів.
28 грудня 2019 року Браун досяг свого ж рекорду у 34 очки в перемозі над «Клівленд Кавальєрс» з рахунком 129:117. У січні Браун ледь не потрапив на Матч усіх зірок НБА 2020 року. У плей-оф «Селтікс» вийшли у фінал Східної конференції втретє за чотири роки Брауна в НБА після серії перемог над «Філадельфія Севенті Сіксерс» і «Торонто Репторз» у чотирьох і семи іграх відповідно. Вони вилетіли у фіналі конференції, програвши «Маямі Гіт» у шести іграх.

#### Сезон 2020/2021: перший матч усіх зірок
30 грудня 2020 року Браун набрав рекордні за кар'єру 42 очки, а також п'ять підбирань і чотири передачі в перемозі над «Мемфіс Ґріззліс» з рахунком 126:107. 24 лютого 2021 року його обрали до команди всіх зірок 2021 року як резервного гравця, і його вперше назвали учасником матчу усіх зірок НБА. 15 квітня Браун набрав 40 очок у перемозі над «Лос-Анджелес Лейкерс» з рахунком 121:113. Його найкращий на той час сезон у кар'єрі завершився участю у чотирьох іграх регулярного сезону, оскільки Браун переніс операцію на зап'ясті через розрив лопаткової зв'язки на лівому зап'ясті.

#### Сезон 2021/2022: перший виступ у фіналі НБА
20 жовтня 2021 року Браун набрав рекордні за кар'єру 46 очок у поразці від «Нью-Йорк Нікс» (138:134) в овертаймі, а також встановив рекорд «Селтікс» за кількістю очок у першій грі. 2 січня 2022 року побив цей рекорд, набравши 50 очок, а також зробивши 11 підбирань, під час перемоги над «Орландо Меджик» (116:111) в овертаймі. Через шість днів у матчі проти «Нікс» Браун зробив свій перший тріпл-дабл, набравши 22 очки, 11 підбирань і 11 передач, команда перемогла з рахунком 99:75. 18 березня, у перемозі над «Сакраменто Кінгз» з рахунком 126:97, Браун і Джейсон Татум набрали щонайменше 30 очок в одній грі вчетверте в сезоні та увосьме загалом; зрівнявши рекорд за кількістю таких ігор з колегами по «Селтікс» Ларрі Бердом і Кевіном Макгейлом, які також мали такий результат у чотирьох іграх сезону 1986/1987. Через два дні під час перемоги над «Денвер Наггетс» з рахунком 124:104 Браун і Татум побили рекорд, набравши по 30 очок із понад 60 % кидків з гри.
3 травня у другій грі півфіналу Східної конференції Браун набрав 25 із 30 очок у першому таймі, а також зробив шість підбирань, шість передач і два перехоплення в перемозі над тодішнім чемпіоном «Мілуокі Бакс» з рахунком 109:86. Через чотири дні в третій грі він набрав 27 очок, 12 підбирань і чотири передачі, програвши з мінімальним рахунком 103:101. 21 травня в третій грі фіналу Східної конференції Браун набрав рекордні за кар'єру плей-оф 40 очок, кидаючи з гри 14 з 20 у поразці від «Маямі Гіт» (109:103). У 7-й грі набрав 24 очки, шість підбирань і шість передач у перемозі з рахунком 100:96, пройшовши до фіналу НБА вперше в своїй кар'єрі, і вперше «Селтікс» потрапив у фінал НБА з 2010 року. Під час першої гри фіналу НБА 2022 року 2 червня Браун набрав 24 очки, сім підбирань і п'ять передач у камбек-перемозі над «Голден Стейт Ворріорз» з рахунком 120:108. У третій грі він набрав 27 очок, дев'ять підбирань і п'ять результативних передач у перемозі з рахунком 116:100 і команда взяла лідерство в серії 2–1. «Селтікс» програли серію в шести іграх, попри те, що Браун набрав 34 очки 16 червня у 6-й грі, його команда програла (103–90).

#### Сезон 2022/2023: Перший вибір у Збірну всіх зірок
2 грудня 2022 року Браун набрав 37 очок, 14 підбирань і 5 передач у поразці в овертаймі з рахунком 120:116 від «Маямі Гіт». Він перевів гру в овертайм, виконавши довгий триочковий за 1,7 секунди до кінця основного матчу. 13 грудня Браун набрав 25 очок, зробив рекорд сезону — 15 підбирань, п'ять передач і три перехоплення в переможному матчі над «Лос-Анджелес Лейкерс» з рахунком 122:118. 25 грудня він набрав 29 очок, п'ять підбирань і чотири передачі в перемозі над «Мілуокі Бакс» з рахунком 139:118. Браун і Джейсон Татум (41 очко) увосьме у кар'єрі набрали 70 очок за гру. 11 січня 2023 року Браун набрав рекордні за сезон 41 очко, кидаючи з гри 15 із 21, і зробив 12 підбирань у перемозі над «Нью-Орлінс Пеліканс» з рахунком 125:114. Це була п'ята гра з понад як 40 очками у кар'єрі Брауна і 10-й раз, коли Браун і Татум (31 очко) разом набрали 70+ очок. «Селтікс» не зазнавали поразок у цих іграх. 2 лютого стало відомо, Браун буде брати участь у Матч усіх зірок вдруге. 6 березня майже досяг тріпл-даблу, набравши 32 очки, 13 підбирань і 9 передач у поразці «Клівленд Кавальєрс» в овертаймі (118:114). 13 березня він набрав рекорд сезону — 43 очки, програвши «Х'юстон Рокетс» з мінімальним рахунком 111:109. 26 березня Браун набрав 41 очко та зробив 13 підбирань у розгромній перемозі над «Сан-Антоніо Сперс» з рахунком 137:93.
15 квітня в першій грі першого раунду Східної конференції проти «Атланта Гокс» набрав 29 очок і зробив 12 підбирань, перемігши з рахунком 112:99. У четвертій грі він і Татум набрали по 31 очку, привівши команду до перемоги з рахунком 129:121. Під час другої чверті Браун зняв захисну маску, яку носив з лютого, через помилковий удар Татума ліктем. 5 травня в грі 3 півфіналу Східної конференції проти «Філадельфія Севенті Сіксерс» Браун і Татум разом набрали 50 очок під час перемоги з рахунком 114:102. «Селтікс» дійшли до фіналу Східної конференції, де програли «Маямі Гіт» у семи матчах.

#### Сезон 2023/2024: рекордне продовження, перший чемпіон НБА та MVP фіналу
25 липня 2023 року Браун підписав п'ятирічний контракт на суму майже 304 мільйонів доларів, перевершивши контракт на продовження Ніколи Йокича (276 мільйонів доларів), ставши найдорожчою угодою в історії НБА. Браун отримав право на п'ятирічне «супермаксимальне» продовження після того, як приєднався до другої збірної команди Всіх зірок у сезоні 2022/2023.
22 січня 2024 року Браун оформив свій третій тріпл-дабл, набравши 13 очок, 11 підбирань, 10 передач і три перехоплення в переможному матчі над «Х'юстон Рокетс» з рахунком 116:107. 1 лютого повідомляли, що на Матч усіх зірок буде брати участь як запасний гравець від Східної конференції. 7 березня Браун поставив рекорд сезону — 41 очко і зробив 14 підбирань у поразці від «Денвер Наггетс» (115:109). Того ж місяця він заявив, що сезон 2023/2024 був найкращим у його кар'єрі. 7 квітня Браун набрав 26 очок на шляху до 10 000 очок за кар'єру в перемозі над «Портленд Трейл Блейзерс» з рахунком 124:107.
21 травня в першій грі фіналу Східної конференції проти «Індіана Пейсерс» Браун набрав 26 очок, сім підбирань і п'ять передач, а також забив триочковий, що додало овертайм в якій «Селтікс» перемогли (133:128). За два дні у другій грі Браун зрівнявся з попереднім рекордом у плей-оф у 40 очок, перемігши з рахунком 126:110. «Селтікс» переграли «Пейсерс» у чотирьох матчах, а Брауна назвали MVP фіналу Східної конференції з результатом у середньому 29,8 очка, 5,0 підбирань, 3,0 передачі та 2,0 перехоплення за гру, кидаючи 51,7 % за гру та 37,0 % триочкових.
Під час першої гри фіналу НБА 2024 року 6 червня Браун набрав 22 очки, шість підбирань, три блоки, три перехоплення та дві передачі в перемозі над «Даллас Маверікс» з рахунком 107:89. За шість днів у третій грі він набрав 30 очок, вісім підбирань і вісім результативних передач у плей-оф у перемозі 106:99. Браун став другим представником «Селтікс», який набрав 30+ очок, 8+ підбирання та 8+ передач у фінальній грі НБА, інший гравець Джон Гавлічек (1968). Браун і Джейсон Татум стали першим дуетом «Селтікс», які зарахували 30/5/5 у фінальній грі. Вони також встановили рекорд за кількістю 25+ очок у іграх дуету «Селтікс» в історії після сезону, перевершивши Ларрі Берда та Кевіна Макхейла (17). «Селтікс» виграли серію в п'яти іграх, а Браун став MVP фіналу з результатом у середньому 20,8 очка, 5,4 підбирання та 5,0 передачі за гру. Він також був основним захисником Луки Дончича.

## Кар'єрна статистика

### НБА

#### Регулярний сезон
| Сезон           | Команда         | GP  | GS  | MPG  | FG%  | 3P%  | FT%  | RPG | APG | SPG | BPG | PPG  |
| --------------- | --------------- | --- | --- | ---- | ---- | ---- | ---- | --- | --- | --- | --- | ---- |
| 2016–17         | Бостон          | 78  | 20  | 17.2 | .454 | .341 | .685 | 2.8 | .8  | .4  | .2  | 6.6  |
| 2017–18         | Бостон          | 70  | 70  | 30.7 | .465 | .395 | .644 | 4.9 | 1.6 | 1.0 | .4  | 14.5 |
| 2018–19         | Бостон          | 74  | 25  | 25.9 | .465 | .344 | .658 | 4.2 | 1.4 | .9  | .4  | 13.0 |
| 2019–20         | Бостон          | 57  | 57  | 33.9 | .481 | .382 | .724 | 6.4 | 2.1 | 1.1 | .4  | 20.3 |
| 2020–21         | Бостон          | 58  | 58  | 34.5 | .484 | .397 | .764 | 6.0 | 3.4 | 1.2 | .6  | 24.7 |
| 2021–22         | Бостон          | 66  | 66  | 33.6 | .473 | .358 | .758 | 6.1 | 3.5 | 1.1 | .3  | 23.6 |
| 2022–23         | Бостон          | 67  | 67  | 35.9 | .491 | .335 | .765 | 6.9 | 3.5 | 1.1 | .4  | 26.6 |
| 2023–24         | Бостон          | 70  | 70  | 33.5 | .499 | .354 | .703 | 5.5 | 3.6 | 1.2 | .5  | 23.0 |
| Карʼєра         | Карʼєра         | 540 | 433 | 30.2 | .480 | .364 | .720 | 5.3 | 2.4 | 1.0 | .4  | 18.6 |
| Матч усіх зірок | Матч усіх зірок | 3   | 0   | 24.6 | .629 | .452 | .333 | 9.0 | 3.0 | 1.7 | .0  | 31.0 |

#### Плей-оф
| Сезон   | Команда | GP  | GS  | MPG  | FG%  | 3P%  | FT%  | RPG | APG | SPG | BPG | PPG  |
| ------- | ------- | --- | --- | ---- | ---- | ---- | ---- | --- | --- | --- | --- | ---- |
| 2017    | Бостон  | 17  | 0   | 12.6 | .479 | .217 | .667 | 2.1 | .8  | .4  | .1  | 5.0  |
| 2018    | Бостон  | 18  | 15  | 32.4 | .466 | .393 | .640 | 4.8 | 1.4 | .8  | .6  | 18.0 |
| 2019    | Бостон  | 9   | 9   | 30.4 | .506 | .350 | .767 | 5.8 | 1.1 | .7  | .2  | 13.9 |
| 2020    | Бостон  | 17  | 17  | 39.5 | .476 | .358 | .841 | 7.5 | 2.3 | 1.5 | .5  | 21.8 |
| 2022    | Бостон  | 24  | 24  | 38.3 | .470 | .373 | .763 | 6.9 | 3.5 | 1.1 | .4  | 23.1 |
| 2023    | Бостон  | 20  | 20  | 37.6 | .496 | .354 | .689 | 5.6 | 3.4 | 1.1 | .4  | 22.7 |
| 2024    | Бостон  | 19  | 19  | 37.2 | .516 | .327 | .660 | 5.9 | 3.3 | 1.2 | .6  | 23.9 |
| Карʼєра | Карʼєра | 124 | 104 | 33.2 | .486 | .356 | .723 | 5.6 | 2.4 | 1.0 | .4  | 19.1 |

### Студентська кар'єра
| Сезон     | Команда    | GP | GS | MPG  | FG%  | 3P%  | FT%  | RPG | APG | SPG | BPG | PPG  |
| --------- | ---------- | -- | -- | ---- | ---- | ---- | ---- | --- | --- | --- | --- | ---- |
| 2015/2016 | Каліфорнія | 34 | 34 | 27.6 | .431 | .294 | .654 | 5.4 | 2.0 | .8  | .6  | 14.6 |

## Особисте життя
Браун дотримується вегетаріанства. Серед його інтересів іспанська мова, історія, медитація, філософія, футбол і аніме. Його описують як незвичайного спортсмена з багатьма амбіціями не обмежені баскетболом. Перед драфтом НБА зібрав переважно афроамериканську консультативну команду, але агента не найняв. Дехто критикував Брауна як «занадто розумного» для НБА, а деякі скаути хвилювалися, що він втомиться від гри в баскетбол і замість цього вибере іншу кар'єру.

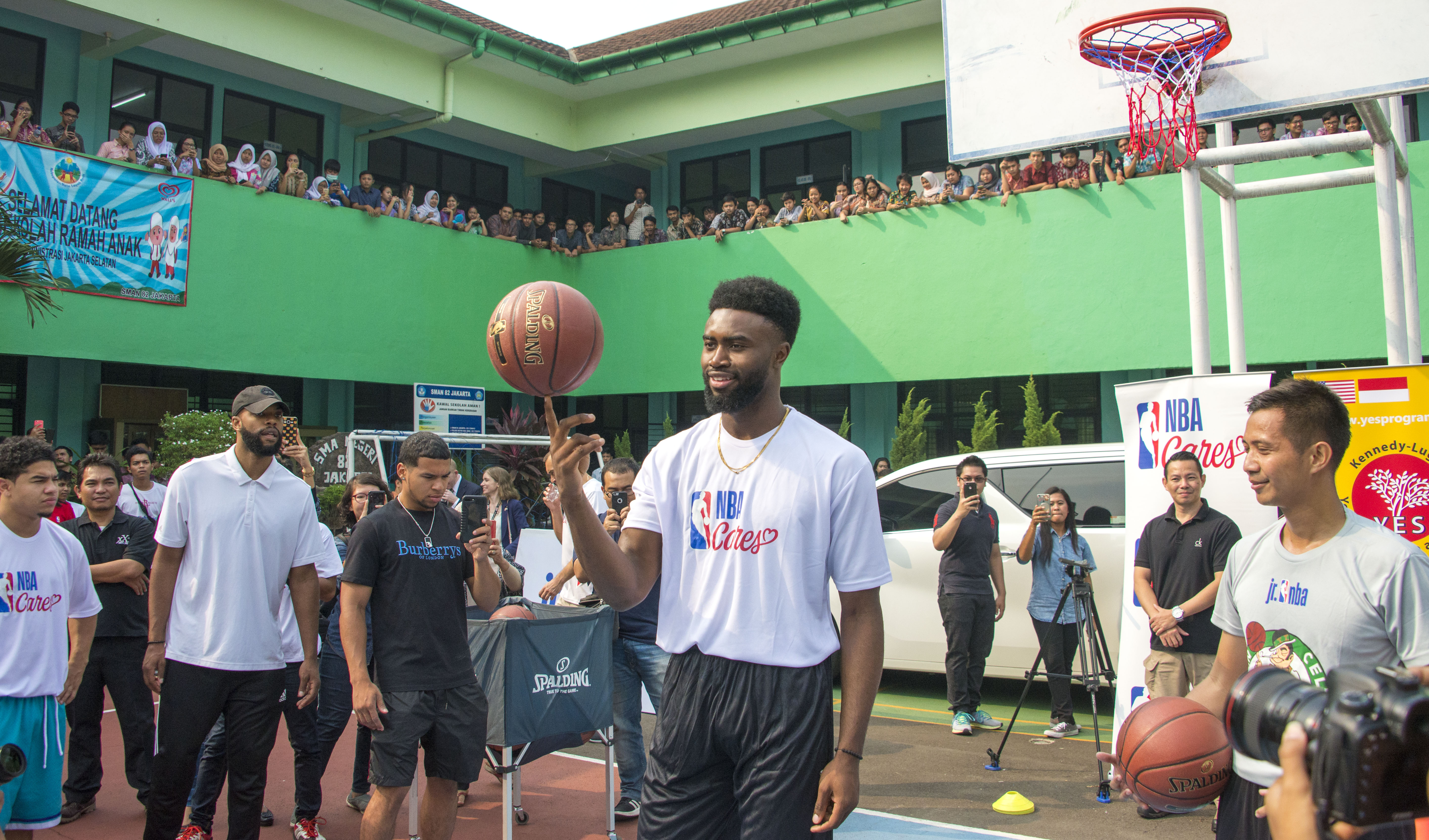
Браун навчає студентів баскетболу у Джакарті, Індонезія, у 2018 році

У 22 роки став наймолодшим обраним віцепрезидентом Національної асоціації баскетболістів. В останні роки виступав за важливість освіти та технологій у Гарвардському університеті, Массачусетському технологічному інституті та Берклі. 2019 року ста почесним членом MIT Media Lab, і відтоді співпрацює з університетом, щоб забезпечити менторство для молоді Великого Бостона та кольорових учнів старших класів, які зацікавлені в кар'єрі у галузі STEM. Серед інших соціальних ініціатив порушує питання освіти та нерівності доходів.
Веде канал на YouTube, на якому опублікував кілька документальних відео, які описують його життя під час сезону та тренувань у міжсезоння. Назва першого епізоду від 31 січня 2017 року вказує на любов до шахів. Має також сторінки у Twitter та Instagram.
З 2021 року мусульманин.

### Сім'я
Батько Брауна, Марсельс, — професійний боксер, чемпіон світу за версією WBU 2016 року, чемпіон WBU CAM у важкій вазі 2015 року та членом правління боксерської комісії штату Гаваї. Дід, Віллі Браун, також колишній боксер. Браун є двоюрідним братом колишнього професійного футбольного корнербека Ей Джея Бує.